# Guido I de la Roche
Guido I de la Roche (1205-1263) fue el duque de Atenas (desde 1225), sobrino y sucesor del primer duque Otón de la Roche. Después de la conquista de Tebas, Otón dio la mitad de la ciudad bajo el señorío de Guido.
Después de la partida Otón para Borgoña, Guido heredó la totalidad de Tebas, así como el señorío de Argos, los cuales eran tributarios del Principado de Acaya. Atenas era independiente de cualquier otro soberano que el emperador latino después de la caída del Reino de Tesalónica en 1224. El ducado fue prosperando en el tiempo, gracias a su industria de la seda (centrado en Tebas) y su comercio con Venecia y Génova. En 1240, Guido le dio la mitad del señorío de Tebas a Bela de Saint Omer, el marido de su hermana Bona.
Cuando Guillermo II de Acaya disputó la soberanía sobre la isla de Eubea con los venecianos y los triarcas locales, Guido apoyó a estos últimos. En la primavera de 1258, Guillermo marchó contra Tebas y derrotó a Guido en dura ||Batalla de Karydi|batalla]] a los pies del Monte Karydi. Posteriormente, fue sitiado en Tebas y obligado a rendirse. Hizo un tributo en Nikli, pero los barones del reino, no siendo sus compañeros, lo enviaron a juicio a Francia. Guido fue en la primavera de 1259. La corte de Francia lo encontró no responsable de tributo feudal y por lo tanto no pudo ser privado de su feudo. Su viaje había de ser su castigo. La Crónica de Morea afirma que Atenas, que era técnicamente sólo un señorío, se elevó oficialmente a la categoría de ducado sólo después que Guido se reunió con Luis IX de Francia en algún momento de 1260. En la primavera de ese año, Guido se dispuso a regresar a Grecia, recibiendo noticias sobre la manera en que Guillermo II había sido derrotado por Miguel VIII Paleólogo en la batalla de Pelagonia y hecho prisionero. Poco después de su llegada, llegaron noticias de la caída de Constantinopla por los bizantinos.
Guido sobrevivió a estas rupturas graves de los estados francos en Grecia hasta su muerte en 1263 y fue sucedido por su hijo Juan I. Su hija Alicia se casó con Juan II de Beirut.